# Prima News
Prima News este al doilea canal de știri a companiei Clever Group după Profit News. S-a lansat pe 11 noiembrie 2022 în teste  iar apoi pe 8 decembrie 2022 s-a lansat oficial.. Din 16 decembrie 2022 și-a schimbat frecvența de emisie cu Profit News.
Prima News transmite emisiuni informative, jurnale scurte proprii și preluări de la jurnalele Focus de la Prima TV.

## Programe difuzate
- Focus
- Insider Politic
- La final
- Poezie și delicatețuri
- Prima News (jurnale scurte și talk show-uri)
- Proiect de țară: România!
- România de la A la Z
- România politică
- Sănătate cu stil
- Spune-mi cine ești!
- Știrile Agro TV
- Viața are gust
- World Wide Banciu
- Zona de conflict